# Джесси Чемберс
Джесси Чемберс (англ. Jesse Chambers) — персонаж комиксов издательства DC Comics, известный под псевдонимом Джесси Квик (англ. Jesse Quick) и как вторая Либерти Белль (англ. Liberty Belle). Является дочерью супергероя Золотого века Джонни Квика и первой Либерти Белль и обладает способностями обоих родителей.

## История публикаций
В 1992 году, в ограниченной серии комиксов Armageddon: Inferno, впервые с 1986 года было показано Общество Справедливости Америки. По сюжету все члены общества были заперты в измерении под названием Рагнарёк (куда они попали во время событий комикса  The Last Days of the Justice Society). После этого была запущена новая серия о приключениях этой команды супергероев, получившая название Justice Society of America (vol. 2). В первом же выпуске был представлен новый персонаж — Джесси Чемберс, которая впоследствии стала второстепенной героиней в комиксах о Флэше Уолли Уэсте, Джесси Квик.
В 1999 году Джесси Квик стала одной из основных персонажей серии комиксов Дэвина Грейсона Titans и оставалась в этом качестве вплоть до закрытия серии в 2002 году. После того, как вышел последний, 50-й выпуск Titans, Джесси появилась также в мини-серии Titans/Young Justice: Graduation Day, авторство которой принадлежит Джадду Уиннику, но после этого в комиксах о приключениях Юных Титанов она замечена не была.
После Titans/Young Justice: Graduation Day она стала второстепенным персонажем комиксов Джеффа Джонса и Двида Гойера об ОСА, главным образом в качестве любовного интереса Рика Тайлера / Часового. В 2006 году, после реорганизации данной серии комиксов и начала выхода Justice Society of America (vol. 3), Джесси вышла на одну из основных ролей. приняв у матери мантию Либерти Белль. В 2009 году, с выходом The Flash: Rebirth, Джесси Чемберс вновь вернулась к личности Джесси Квик, но вплоть до конца 2010 года она оставалась членом ОСА. Впоследствии Джеймс Робинсон, сценарист новой серии комиксов под названием Justice League of America (vol. 2), сделал её частью нового состава Лиги справедливости.
Кроме вышеуказанного, персонаж стал главной героиней Liberty Belle & Hourman, бэк-апа журнала JSA All-Stars. начиная со второго выпуска. Сценаристом бэк-апа стала Джен Ван Метер, художником — Трэвис Мур. По сюжету Джесси и её муж, Рик Тайлер, регулярно вступали в противостояние с парой злодеев, Тигрицей и Айсиклом. Liberty Belle & Hourman был официально объявлен завершённым после выхода JSA All-Stars #10.

## Вымышленная биография

### Ранняя биография
Оставив Супергеройскую деятельность, Джонни Квик передал формулу скорости своей дочери Джесси в надежде на то, что она станет его преемницей. Однако вопреки его ожиданиям, Джесси, хотя она и получила сверхскорость, предпочла продолжить образование, а не бороться с преступностью в костюме супергероя.
В период учёбы Джесси в Университете Готэма, бывшая команда её родителей, Общество Справедливости Америки, вновь дало о себе знать. После этого Джесси выбирает в качестве темы своей дипломной работы «Влияние супергероев на современное общество» и начинает следовать за членами ОСА и делать заметки относительно их приключений. Когда Джонни Квик попросил доставить ОСА кое-какие документы, Джесси оказывается втянута в одно из таких приключений как Джесси Квик, что стало первым шагом к мечте её отца сделать Джесси своей преемницей.
Уолли Уэст, на тот момент уже ставший Флэшем, также готовил её как свою замену на случай, если с самим Уолли что-то случится. Однако позднее выяснилось, что это был тщательно продуманный план, целью которого было заставить Барта Аллена, который и был настоящей заменой, относиться к делу серьёзней. Джесси задела эта новость, но позднее она спасла Уолли жизнь, хоть и повредила ногу в процессе. Когда Уолли вернулся из Силы Скорости, он залечил её ногу, после чего обман был прощён, но не забыт.
Когда она потеряла свою сверхскорость, она обвинила в этом Уолли, так как он использовал её энергию Силы Скорости вместо того, чтобы призвать её как спидстера. Позднее выяснилось, что виновным в утрате способностей оказался суперзлодей Савитар, который разрушил её связь с Силой Скорости. Несмотря на это Уолли выбрал Джесси в качестве помощника в борьбе с Савитаром: она прибыла вместе с ним к логову суперзлодея и вернула свои способности. Тем не менее в очередной схватке со злым спидстером погиб Джонни Квик, который пожертвовал собой ради дочери. Уолли побеждает Савитара, а Джесси осталась оплакать отца.
По словам Пера Дегатона, Джесси в будущем сделает нечто ужасное, что приведёт к гибели мира.

### Вступление в команду Юных Титанов
Через некоторое время Джесси приняла главенство над компанией своего отца, Quickstart Enterprises, одновременно занимаясь супергеройской деятельностью как Джесси Квик. Она неоднократно помогала команде Юных Титанов, при этом не являясь её членом. Во время одной из попыток возродить Юных Титанов Кид-Флэш Уолли Уэст, один из членов-основателей команды, предложил Джесси также вступить в неё. Первоначально Джесси отказала, но потом решила стать частью Юных Титанов. Тем не менее она чувствовала себя второй после Уолли и вскоре покинула команду.
Найтвинг, другой член-основатель Юных Титанов, попытался убедить Джесси вернуться. Позднее джесси оказалась вовлечена в расследование таинственного убийства жениха своей матери, Филиппа Джейера. Как выяснилось, к смерти Джейера привели его собственные же отношения с Джесси, в результате чего мать и дочь поссорились, так как мать Джесси не могла простить ей этого. Впоследствии они помирились. После событий мини-серии комиксов Titans/Young Justice: Graduation Day, во время которых двое из Юных Титанов были убиты роботом со способностями Супермена, команда была официально расформирована.

### Утрата способностей
После роспуска Юных Титанов Джесси практически всё свое время посвящает своим обязанностям главы Quickstart Enterprises, фактически оставив супергеройскую деятельность. Когда Уолли попросил её помощи в борьбе с Зумом, она, вместо того, чтобы стать его союзником, одолжила ему часть своей Силы Скорости, в результате Уолли стал практически быстрее света и победил Зума. но сама Джесси утратила свои способности. Несмотря на то. что Уолли помнил формулу скорости, она попросила его не напоминать формулу ей.
После этого она стала секретарём Общества Справедливости Америки, в которое входила её мать, возвратившаяся к своей деятельности как Либерти Белль. На некоторое время мать Джесси потеряла контроль над своими возможностями, но ОСА спасло её. В это же время мать и дочь окончательно примиряются

### Год спустя
В первом выпуске Justice Society of America (vol. 3) Джесси приняла наследие своей матери, став новой Либерти Белль и членом ОСА. Также она вышла замуж за Рика Тайлера, также известного как второй Часовой.
Узнав из новостей о смерти Барта Аллена она, как и Джей Гаррик, оплакивала его гибель, однако на тот момент не была известна её реакция на возвращение Уолли Уэста из Силы Скорости.
В битве с Зумом выяснилось, что Джесси восстановила свои способности к сверхскорости, использовав формулу отца. Таким образом, если учитывать сверхсилу, она обладает способностями обоих родителей. В той же битве она отговорила героя Разрушителя от убийства Зума.
В мини-серии комиксов The Flash: Rebirth подверглась нападению Барри Аллена, который после возвращения из Силы Скорости уничтожает спидстеров одним прикосновением. В этот момент происходит взрыв и к огромному шоку Джесси из силы Скорости появляется её отец, Джонни Квик, и уговаривает Барри Аллена не причинять Джесси вред (позднее Джонни погиб снова в результате манипуляций Профессора Зума). После увиденного, Джесси начала использовать формулу снова и снова, а её муж. Часовой, присматривал за ней. Только когда уровень Силы Скорости в ней достиг предела, она остановилась. Показано, что она наконец решила уравнение: «Джесси Квик. Макс Меркурий. Джей Гаррик. Уолли Уэст. Барт Аллен. Барри Аллен. Сила Скорости».
Когда дети Уолли Уэста, близнецы Джей и Айрис, подверглись пыткам со стороны Профессора Зума, Айрис приняла Силу Скорости своего брата на себя и в результате чуть не погибла. Джесси прибывает как раз вовремя, чтобы продемонстрировать мантру скорости и вылечить Айрис, после чего она говорит Джею и Линде Уэст, что Айрис — следующее поколение спидстеров. Обе принимают участие в сражении, развернувшемся между Профессором Зумом и другими спидстерами (Флэшем Уолли Уэстом, Флэшем Джеем Гарриком, Флэшем Барри Алленом, Максом Меркурием и Кид-Флэшем). Объединив силы спидстеров Уолли манипулирует Силой Скорости, чтобы оживить многих спидстеров, а также преобразовать себя, Джесси и Айрис. После этого Джесси надевает новый супергеройский костюм, имеющий лишь незначительные отличия от такового у её отца.
Позднее она на некоторое время возвращается к своей личности как Либерти Белль и принимает участие в приключениях, предшествующим событиям комиксов Blackest Night, но после того как она увидела своего отца в облике Чёрного Фонаря, она снова вернулась к костюму Джесси Квик. Когда Чёрный Фонарь Джонни Квик, утверждающий, что он восстал из мёртвых, так как Джесси его любила, находит Либерти Белль, она показывает ему, что теперь она носит костюм, похожий на его собственный, рассказывает ему разгадку формулы и называет себя Джесси Квик. После этого оба убегают. Несмотря на то, что она в данный момент бежит по всему миру со своим отцом, Джесси больше думает о своём муже, Часовом. Несмотря на это. Джонни вспоминает о том, как в её детстве они бегали вместе, и даёт дочери выиграть в благодарность за то, что она провела ещё несколько мгновений с ним. Чёрный Фонарь Джонни Квик погиб в результате воздействия устройства Мистера Террифика, разрушающего чёрные кольца силы.
Когда ОСА разделилось на две команды, Джесси осталась в изначальном Обществе Справедливости Америки, в то время как Рик перешёл в Все-звёздное Общество Справедливости Америки. Несмотря на это, оба остаются счастливой женатой парой, хотя их товарищи и общественность склонны думать иначе. Сам Рик объясняет это следующим образом: «Полноценная пара, работающая в разных офисах».
На WonderCon Джеймс Робинсон раскрыл, что во время событий комикса Brightest Day Джесси присоединится к Лиге справедливости. Это произошло в конце кроссовера ОСА / Лиги Справедливости под названием The Dark Things, когда Бэтмен попросил её заменить Уолли Уэста в качестве основного спидстера команды.
Будучи членом Лиги Джесси начинает замечать. что теряет способности к суперскорости и узнаёт, что причиной этому является её беременность. Вскоре после этого Лигу справедливости расформировывают и Джесси возвращается к Рику.

## Силы и способности
Способности Джесси Чемберс во многом идентичны таковым у её отца, Джонни Квика — у неё имеется сверхскорость и способность к полёту, источником которых является визуализация формулы скорости: 3X2(9YZ)4A. Также её возможности связаны с Силой Скорости. Кроме того, от её матери, первой Либерти Белль, её досталась сверхчеловеческая сила, источник которой неизвестен (что очень сильно раздражало Джонни Квика). Мать Джесси приписывала свои и её возможности некой «мантре», которая подобно формуле скорости, дающей сверхчеловеческую скорость, даёт сверхчеловеческую силу.

## Другие версии
- В Teen Titans Go! #52 «Джесси Квик» — один из псевдонимов супергероя Робби Рида, который обладает способностью копировать силы любого супергероя, который находится поблизости. Таким образом, когда рядом оказывается Кид-Флэш, Робби превращается в Джесси Квика. Эта версия — мальчик.
- Юная версия Джесси Чемберс является Флэшем вселенной Аме-Коми, где все персонажи испытали влияние аниме-индустрии. Она впервые появляется как союзник Стали и Робина в миссии по спасению Бэтгёрл, захваченной Дуэлой Дент[17].
- В Injustice: Gods Among Us #20, выпуске комикса, созданного по одноимённой видеоигре, Лекс Лютор утверждает, что пережил ядерный взрыв, устроенный Джокером посреди Метрополиса, лишь благодаря неназванному спидстеру, который был у Лютора в долгу и который позднее погиб. Судя по описанию, это была Джесси Квик.

## Вне комиксов
Единственным на данный момент появлением Джесси Квик вне комиксов является телесериал 2014 года «Флэш», где её роль исполнила Вайолетт Бин. Её полное имя в сериале — Джесси Чемберс Уэллс, она дочь доктора Харрисона «Гарри» Уэллса (персонажа, созданного специально для сериала), который ответственен за взрыв ускорителя частиц и появление мета-людей на Земле-2, откуда Джесси и её отец (Том Кавана) родом. Долгое время была в плену у злодея по прозвищу Зум, но была освобождена Флэшем Земли-1 (Грант Гастин) и Вайбом (Карлос Вальдес). Не смогла свыкнуться с мыслью, что её отец убил человека в попытке спасти её и на некоторое время уехала. Но позже вернулась. Попала под облучение локального взрыва ускорителя частиц, который должен был вернуть Флэшу способности и впала в кому. Лишь воздействие Силы Скорости со стороны Барри смогло пробудить её. После победы над Зумом вернулась с отцом на Землю-2. В серии третьего сезона «Маджента» они оба возвращаются, так как Джесси стала спидстером. Гарри Уэллс не хочет, чтобы его дочь была супергероиней, но постепенно смиряется. Барри учит контролировать её способности и в следующей же серии Джесси делает первые шаги в качестве Джесси Квик, её тренирует Барри Аллен, где они совместными усилиями останавливают Зеркального Мастера и Волчка. Вероятно погибла во время событий "Кризис на Бесконечных Землях" со своим отцом, но было заявлено что вернется в 6 сезоне сериала..